# Osamu Hirose
Osamu Hirose (Saitama, 6 juni 1965) is een voormalig Japans voetballer.

## Carrière
Osamu Hirose speelde tussen 1984 en 2000 voor Urawa Red Diamonds.